# Dittafono

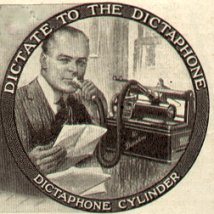
Pubblicità del dittafono, 1917

Il dittafono è uno strumento atto a registrare suoni, comunemente usato per la registrazione del parlato da riprodurre in seguito o per la battitura a macchina.
Il nome "dittafono" è la traduzione dell'inglese dictaphone, marchio registrato dalla Columbia Graphophone Company nel 1907. Col tempo è divenuto il termine comune per riferirsi allo strumento, specialmente nella sua versione storica che utilizzava il cilindro fonografico come supporto per la registrazione, come era comune dalla fine del XIX secolo fino alla prima metà del XX secolo, quando i dischi in vinile divennero il supporto ideale.

## Storia
Subito dopo che Thomas Edison ebbe inventato il  fonografo, il primo strumento per la registrazione dei suoni, nel 1877, egli pensò che la principale applicazione pratica della sua nuova invenzione sarebbe stata la registrazione degli accordi commerciali. (Data la scarsa qualità audio delle primissime versioni del fonografo, pensare che la registrazione del parlato sarebbe stata molto più importante della registrazione della musica non era così assurdo come potrebbe sembrare al giorno d'oggi.)  Alcuni antichi fonografi in effetti vennero utilizzati con questo scopo, ma questa pratica non divenne di uso comune finché non vennero prodotti in serie i cilindri in cera riutilizzabili, alla fine degli anni 1880.
Nel 1907 la Columbia Graphophone Company registrò il dictaphone e divenne immediatamente l'azienda leader nella produzione di tali strumenti. Il dittafono venne trasferito ad un'azienda differente nel 1923 sotto la guida di C. King Woodbridge, il cui cognato, George Albert Kimball progettò brillantemente sia la rete della distribuzione del gas che quella della metropolitana per la città di Boston.
Lo strumento commercializzato dalla Edison Records fu registrato col nome di "Ediphone".

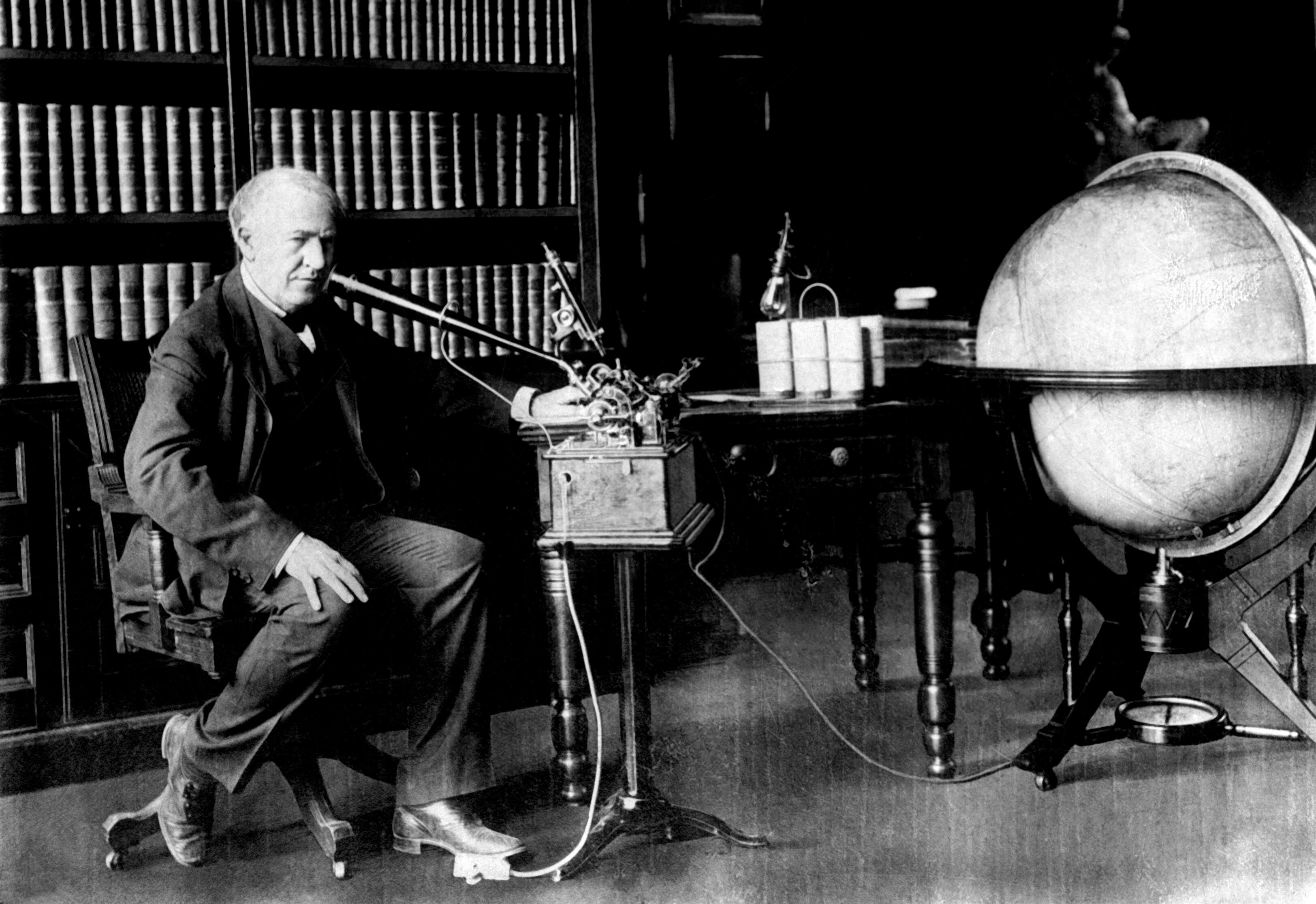
Thomas A. Edison mentre detta nella sua biblioteca, 1907

I microfoni elettrici soppiantarono il metodo di registrazione acustica dei primi dittafoni alla metà degli anni venti. Nel 1947, il cilindro in cera del dittafono venne sostituito dalla tecnologia del DictaBelt, che tracciava un solco in un nastro in plastica invece che in un cilindro di cera. Questo venne poi sostituito dalla registrazione su nastro magnetico.
Oggi la Dictaphone company commercializza un'ampia gamma di prodotti, tra cui un software di riconoscimento vocale e uno strumento per la gestione telefonica automatica (per i centralini automatici).
Nel 2005 la Dictaphone è composta di tre divisioni:
IHS - una divisione Healthcare dedicata alla dettatura per l'industria medica
IVS - dettatura per uffici legali e dipartimenti di polizia
CRS - Communications Recording Solutions. Incentrata sulla registrazione da telefono e radio per le organizzazioni di pubblica sicurezza e sulle soluzioni di controllo qualitativo per i call center. Questo dipartimento al momento sta per essere ceduto alla Nice, un'azienda concorrente.